# Conversión de coordenadas horizontales a coordenadas ecuatoriales
Se trata de convertir coordenadas celestes desde coordenadas horizontales a coordenadas ecuatoriales pasando a través de las Coordenadas horarias.
- Conversión de coordenadas horizontales a coordenadas horarias
- Conversión de coordenadas horarias a coordenadas ecuatoriales

El sistema de coordenadas ecuatoriales no es un Sistema de coordenadas local por lo que las coordenadas ascensión recta y declinación no cambian para los distintos observadores, las Coordenadas horizontales es un Sistema local por lo que las coordenadas altura y acimut cambian para los distintos observadores.

## Un applet en Java-Script
Un script de Java que hace esto es:
```
<SCRIPT LANGUAGE="JavaScript">
<!-- hide this script tag's contents from old browsers
function compute(form) {
    AZG=eval(form.azg.value);
    AZM=eval(form.azm.value);
    AZS=eval(form.azs.value);
    ALG=eval(form.alg.value);
    ALM=eval(form.alm.value);
    ALS=eval(form.als.value);
    DD=eval(form.nday.value)
    MN=eval(form.nmonth.value)
    YR=eval(form.nyear.value)
    TH=eval(form.th.value)
    TM=eval(form.tm.value)
    TS=eval(form.ts.value)
    LG=eval(form.lg.value)
    LM=eval(form.lm.value)
    LS=eval(form.ls.value)
    BG=eval(form.bg.value)
    BM=eval(form.bm.value)
    BS=eval(form.bs.value)
    with (Math) { 
	<!--Datos entrada-->
	AZ=AZG+AZM/60+AZS/3600
	AL=ALG+ALM/60+ALS/3600
	<!--latitud-->
	LT=BG+BM/60+BS/3600
	<!--longitud-->
	LG=(LG+LM/60+LS/3600)
	<!--programa-->
	R =180/PI
	DC=asin(sin(AL/R)*sin(LT/R)-cos(AL/R)*cos(LT/R)*cos(AZ/R))
	H=acos((cos(AL/R)*sin(LT/R)*cos(AZ/R)+cos(LT/R)*sin(AL/R))/cos(DC))
	H = H * R
	if (sin(AZ/R)<0) {
		 H = 360 - H
		}
	<!--fecha juliana-->
	HR = TH + TM / 60+TS/3600;
	DD=DD+HR/24
	DY = floor(DD)
	if (MN<3) {
		YR = YR - 1;
		MN = MN + 12;
		}
	if (YR + MN / 100 + DY / 10000 >= 1582.1015)  {
		GR =2-floor(YR/100)+floor(floor(YR/100)/4)
		} else {
			GR = 0
			}
	JD=floor(365.25* YR)+floor(30.6001*(MN+1))+DY+1720994.5+GR  
	T=(JD- 2415020)/36525
	SS= 6.6460656 + 2400.051*T +0.00002581*T*T
	<!--tiempo sidereo a 0h Greenwich-->
	ST =(SS/24-floor(SS/24))*24
	<!--Tiempo sidereo local-->
	SA=ST+(DD-floor(DD))*24*1.002737908
	SA=SA+LG/15
	if (SA<0) {
		SA=SA+24
		}
	if (SA>24) {
		SA=SA-24
		}
        <!--conversion a hms del Tiempo sidereo local-->
	TSH=floor(SA);
	TSM=floor((SA - floor(SA)) * 60)
	TSS=((SA -floor(SA)) * 60 - TSM) * 60
	<!--Ascension Recta-->
	RA=SA -H / 15
	if (RA < 0) {
		RA = RA + 24
		}
	<!--conversion a hms de la Ascension Recta-->
	AH=floor(RA);
	AM=floor((RA - floor(RA)) * 60)
	AS=((RA -floor(RA)) * 60 - AM) * 60
	DC=DC*R;
	<!--conversion a g.ms de la Declinación-->
	D = abs(DC);
	if (DC>0) {
		DG=floor(D)
		} else {
		DG=(-1)*floor(D)
		}
	DM=floor((D - floor(D)) * 60)
	DS = ((D - floor(D)) * 60 - DM) * 60
	if (DC<0) {
		DM=-DM;
		DS=-DS;
		}

    }
    form.tsl.value =SA;
    form.tsh.value =TSH;
    form.tsm.value =TSM;
    form.tss.value =TSS;
    form.arecta.value=RA;
    form.arh.value=AH;
    form.arm.value=AM;
    form.ars.value=AS;
    form.declin.value=DC;
    form.dcg.value=DG;
    form.dcm.value=DM;
    form.dcs.value=DS;
}
// done hiding from old browsers -->
</SCRIPT>

```